# 聯合警戒Online

聯合警戒地圖

《聯合警戒Online》（旧译），韓國Dream Execution遊戲公司運用自主開發引擎，不同於一般射擊遊戲。現代戰爭FPS遊戲，陸、海、空的作戰模式，分為兩派，地圖遍及歐洲、亞洲、美洲、非洲、大洋洲各區。陸海空三軍載具、超過20種以上的經典武器。台、港、澳三地代理營運權由歡樂派代理發行。

## 模式

### 一般戰
- 征服模式
- 4vs4模式
- 任務模式-----爆破模式
- 死鬥模式

### 載具戰
- 征服模式
- 任務模式
- 對戰模式

### AI模式
- 生存模式
- 防禦模式模式

## 兵種
- 工兵 engenneer
- 醫護兵 medic
- 偵查兵 scout
- 戰鬥兵
- 重炮兵

## 外部連結
- 聯合警戒Online台湾官方網站 （页面存档备份，存于）
- 聯合警戒Online欧洲官方网站